# Walter Hermann Bucher
Walter Hermann Bucher (* 12. März 1889 in Akron, Ohio; † 17. Februar 1965 in Houston, Texas) war ein deutsch-amerikanischer Geologe und Paläontologe.

## Leben
Bucher wurde als Sohn schweizerisch-deutscher Eltern geboren. Die Familie kehrte nach seiner Geburt nach Deutschland zurück, wo er aufwuchs und 1911 in den Fächern Geologie und Paläontologie an der Universität Heidelberg promoviert wurde. Im selben Jahr kehrte er in die Vereinigten Staaten zurück und fand eine Anstellung an der University of Cincinnati als Dozent. Ab 1924 war er dort Professor für Geologie.
Seine frühen Arbeiten beschäftigten sich mit paläontologischen Themen. So befasste er sich etwa mit Stromatolithen, Oolithen und Rippelmarken. Außerdem untersuchte er eine Anzahl von Kratern in den USA, die er als Einschlagkrater identifizierte. Bucher kam zu dem Schluss, dass diese durch große Explosionen zustande gekommen waren, schrieb ihre Entstehung aber Vulkanausbrüchen zu.
1935 wurde er zum Präsidenten der Ohio Academy of Sciences berufen. 1940 trat er die Stelle eines Strukturgeologen an der Columbia University an und wurde im selben Jahr Vorsitzender der Abteilung Geologie und Geographie beim National Research Council. Seit 1938 war er Mitglied der National Academy of Sciences. 1946 wurde Bucher zum Präsidenten der New York Academy of Sciences gewählt. 1949 wurde er in die American Academy of Arts and Sciences gewählt und von 1950 bis 1953 war er Präsident der American Geophysical Union. 1955 war er Präsident der Geological Society of America.
Ab 1920 machte sich Bucher einen Namen mit seinen Forschungen auf den Gebieten des Kryptovulkanismus, des Studiums bedeutender Deformationen der Erdkruste und in der Strukturgeologie.

## Schriften (Auswahl)
- 1933: The Deformation of the Earth's Crust. Princeton University Press, Princeton
- 1945: Elementary guide to the fossils and strata in the vicinity of Cincinnati. Cincinnati Museum of Natural History (mit K. E. Caster und S. M. Jones)
- 1956: Role of gravity in orogenesis. Geological Society of America Bulletin
- 1924: The pattern of the Earth's mobile belts. Journal of Geology

## Preise und Ehrungen
- Bownocker-Medaille der Fakultät für Geologische Wissenschaften der Ohio State University, 1938.
- William Bowie Medal der American Geophysical Union, 1955.
- Leopold-von-Buch-Plakette der Deutschen Geologischen Gesellschaft, 1955.
- Penrose-Medaille der Geological Society of America, 1960.
- die Walter H. Bucher-Medaille der American Geophysical Union ist nach ihm benannt
- der Gebirgsrücken Dorsum Bucher auf dem Mond ist nach ihm benannt
- der Bucher Peak in der Antarktis trägt ebenfalls seinen Namen